# Trainspotting - Din viață scapă cine poate
Trainspotting este un film britanic din 1996, genul dramă în regia lui Danny Boyle bazat pe romanul cu același nume de Irvine Welsh  (care l-a interpretat pe nefericitul traficant de droguri Mikey Forrester). Filmul urmărește un grup de dependenți de heroină la sfârșitul anilor 1980 într-o zonă afectată de criză economică Edinburgh Scoția și trecerea acestor tineri prin viață. În film joacă Ewan McGregor ca Renton, Ewen Bremner ca Spud, Jonny Lee Miller ca Sick Boy, Kevin McKidd ca Tommy, Robert Carlyle ca Begbie, și Kelly Macdonald ca Diane.
Academia a nominalizat scenariul lui John Hodge, adaptat după romanul lui Welsh. Titlul filmului se referă la un hobby: trainspotting care constă în a sta și a te uita la trenurile trecând și este folosit ca o metaforă pentru pierderea de timp. 
Dincolo de dependența de droguri în film sunt prezente și alte teme cum ar fi sărăcia și mizeria urbană în "centrul cultural bogat" Edinburgh.
Filmul a fost clasat pe locul 10 de Institutul Filmului Britanic în lista sa din Top 100 filme britanice din toate timpurile. În 2004, filmul a fost votat cel mai bun film al tuturor timpurilor scoțian într-un vot al publicului larg.

## Intriga
Filmul începe cu narațiunea lui Mark Renton lui (Ewan McGregor), despre el și prietenul lui, Spud (Ewen Bremner) care au scăpat fugind urmăriți de agenți de pază. Renton afirmă că, spre deosebire de oameni care "aleg viața" (să crească copii, stabilitate financiară și posesiunile materiale), el a ales să trăiască ca un dependent de heroină. 
Cercul restrâns al lui Renton sunt prietenii lui pasionați de fotbal: 
- escrocul amoral Sick Boy (Jonny Lee Miller),
- atleticul și îngrijitul Tommy (Kevin McKidd),
- simplul și blajinul Spud (Ewen Bremner),
- și sociopatul violent, doar bețivan, Begbie (Robert Carlyle).

Sick Boy, Spud și Renton sunt cu toții dependenți de heroină și își petrec timpul drogându-se  la  traficantul lor de droguri Swanney (Peter Mullan).
Într-o zi, Renton decide să renunțe la heroină. Dându-și seama că are nevoie de o „doză de adio”, cumpără  supozitoare rectale opiu de la Mikey Forrester (Irvine Welsh). După această doză finală, însoțită de diaree violentă se închide într-o cameră a unui hotel ieftin să îndure sevrajul care urmează lipsirii de heroină. El a mai târziu merge cu prietenii săi la un club, constatând că pofta sa de sex a revenit, și în cele din urmă iasă cu o femeie tânără, Diane (Kelly MacDonald). După sex Diane refuză să îl lase să doarmă în camera ei  și își petrece noaptea pe o canapea în holul apartamentului. Dimineața, își dă seama că Diane este o elevă de cincisprezece ani, și că colegele ei de cameră sunt de fapt părinții ei. Îngrozit, Renton este zguduit de incident, dar rămâne prieten cu Diane.
Tommy este părăsit de prietena lui, Lizzy după un lanț de evenimente din neatenție inițiate de Renton. Renton a împrumutat unul dintre casete cu caracter personal al lui Tommy pe care Tommy și Lizzy fac sex ascunzând caseta în carcasa unei casete cu fotbal. Lizzy descoperă lipsa casetei și furioasă credea că Tommy a dus caseta la firma de împrumut casete video. 
Sick Boy, Spud și Renton se decid să înceapă să utilizeze din nou heroină atrăgându-l și pe Tommy care avea inima zdrobită între consumatori de heroină, în ciuda reticențelor lui Renton. 
Într-o zi în care grupul era sub acțiunea heroinei liniștea lor este violent întreruptă atunci când Allison, prietena lor și dependentă și ea de heroină descoperă că fiica ei sugar Dawn, a murit din neglijență. Toți sunt îngroziți și durere, Sick Boy fiind foarte afectat fiind direct implicat ca tatăl lui Dawn.

## În continuare pe scurt
Eroii filmului ne arată cu umor negru ce înseamnă să te trezești după o doză, ce înseamnă să trăiești în pielea unui drogat. Mark începe să scape din acest cerc vicios, să-și schimbe viața, lucru care în final îi reușește și cu mult umor ne prezintă ce însemnă „viață normală” dând în final filmului o notă de optimism.

## Distribuția
- Ewan McGregor în rolul lui Mark "Rent Boy" Renton
- Ewen Bremner în rolul lui  Daniel "Spud" Murphy
- Jonny Lee Miller în rolul lui  Simon "Sick Boy" Williamson
- Robert Carlyle în rolul lui  Francis "Franco" Begbie
- Kevin McKidd în rolul lui  Tommy MacKenzie
- Kelly Macdonald în rolul lui  Diane Coulston
- Peter Mullan în rolul lui  Swanney "Mother Superior"
- Eileen Nicholas în rolul lui  Mrs. Renton
- Susan Vidler în rolul lui  Allison
- Pauline Lynch în rolul lui  Lizzy
- Shirley Henderson în rolul lui  Gail
- Irvine Welsh în rolul lui  Mikey Forrester
- Brianna Maja Harrington în rolul lui  The Baby

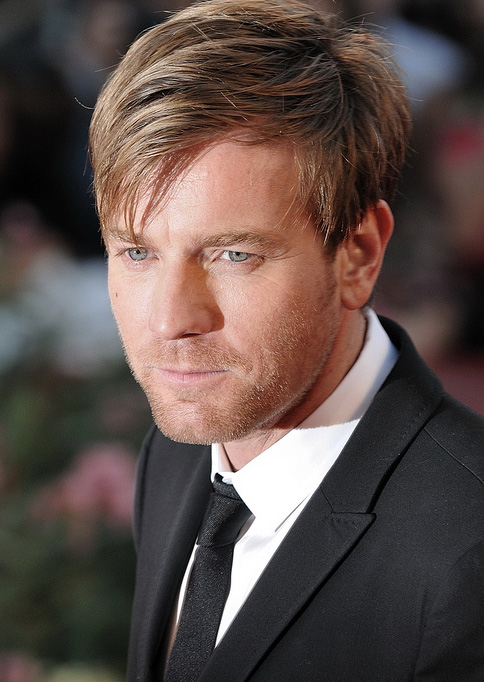
Ewan McGregor
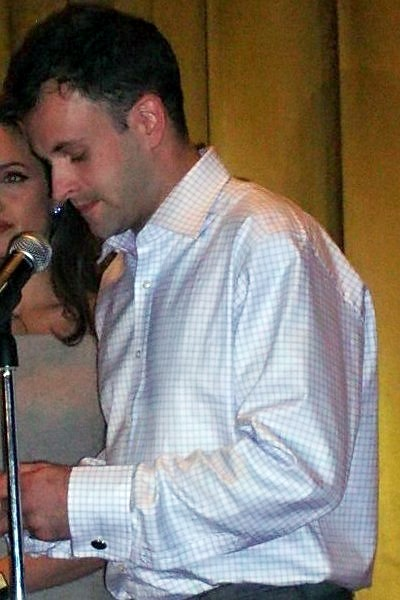
Jonny Lee Miller
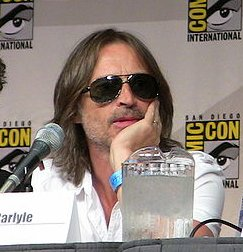
Robert Carlyle
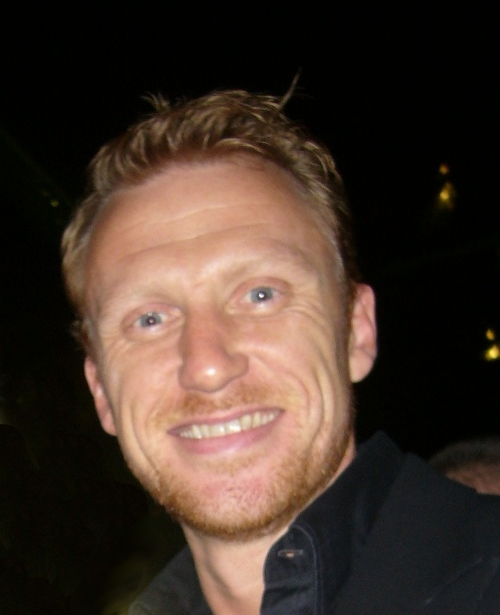
Kevin McKidd
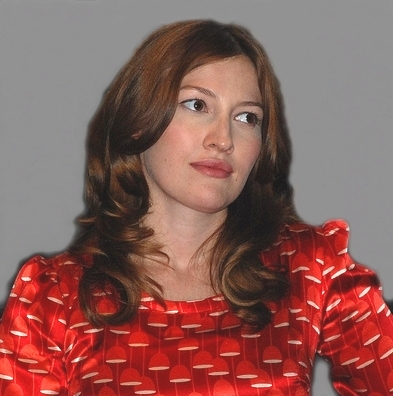
Kelly MacDonald
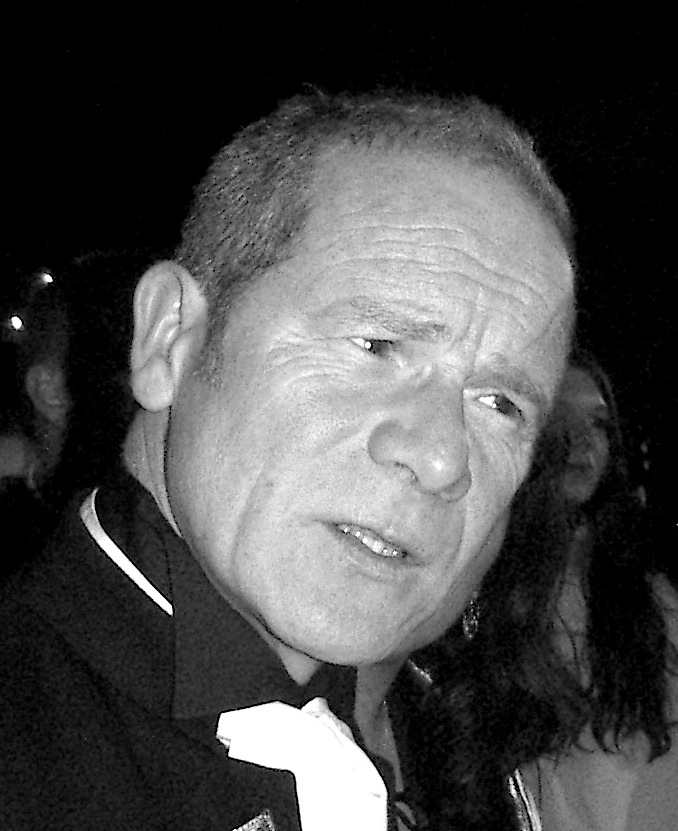
Peter Mullan
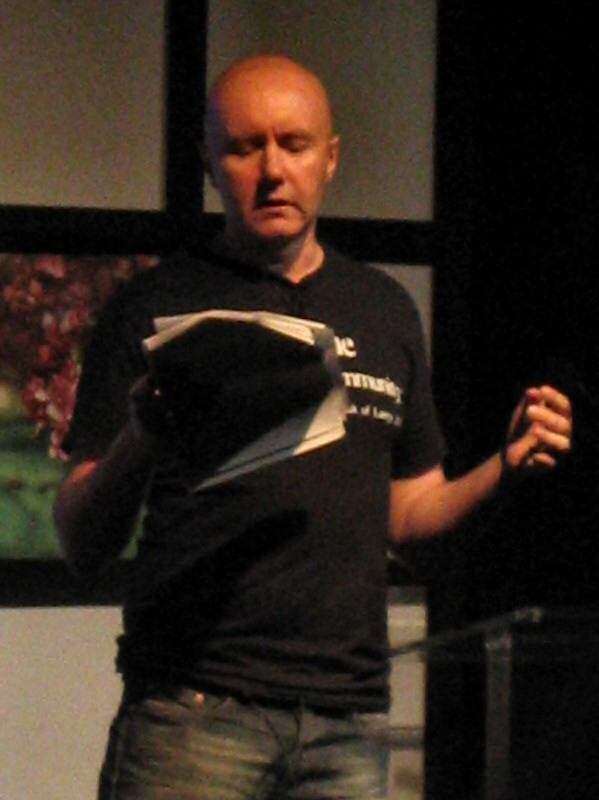
Irvine Welsh

### Coloana sonoră
1. Iggy Pop, Lust for Life
2. Brian Eno, Deep Blue Day
3. Primal Scream, Trainspotting
4. Sleeper, Atomic (reprise de Blondie)
5. New Order, Temptation
6. Iggy Pop, Nightclubbing
7. Blur, Sing
8. Lou Reed, Perfect Day
9. Pulp, Mile End
10. Bedrock feat. KYO, For What You Dream Of
11. Elastica, – 2:1
12. Leftfield, A Final Hit
13. Underworld, Born Slippy
14. Damon Albarn, Closet Romantic

## Primire
Într-un sondaj din 1999 al Institutului Britanic de Film (British Film Institute - BFI) filmul a fost desemnat ca fiind al 10-lea cel mai bun dintr-o listă de 100 filme britanice.